# Mononychellus psidium
Mononychellus psidium är en spindeldjursart som först beskrevs av Estebanes och Baker 1968.  Mononychellus psidium ingår i släktet Mononychellus och familjen Tetranychidae. Inga underarter finns listade i Catalogue of Life.